# Masatoshi Shinomaki
Masatoshi Shinomaki, né le 6 octobre 1946 dans la préfecture de Chiba, est un judoka japonais. 

## Palmarès international
| Année | Compétition           | Lieu           | Résultat | Catégorie         |
| ----- | --------------------- | -------------- | -------- | ----------------- |
| 1967  | Championnats du monde | Salt Lake City | 3e       | Toutes catégories |
| 1969  | Championnats du monde | Mexico         | 1er      | Toutes catégories |
| 1971  | Championnats du monde | Ludwigshafen   | 1er      | Toutes catégories |